# Алонсо Имас, Маркос
Маркос Алонсо Имас (так же известный как Маркитос; исп. Marcos Alonso Imaz; 16 апреля 1933, Сантандер — 6 марта 2012) — испанский футболист. Игровое амплуа — защитник. Отец футболиста Маркоса Алонсо. Дед футболиста Маркоса Алонсо
Выступал за клубы «Райо» Кантабрия, «Расинг» Сантандер, «Реал Мадрид», «Мурсия», «Кальво Сотело», «Толука» (Мексика). За сборную Испании в 1955 году провел 2 матча.

## Достижения
- Чемпион Испании (5): 1954/55, 1956/57, 1957/58, 1960/61, 1961/62.
- Обладатель Кубка чемпионов (5) 1955/56, 1956/57, 1957/58, 1958/59, 1959/60.
- Победитель Межконтинентального кубка: 1960.